# Zollingeria borneensis
Espèce
Statut de conservation UICN

 DD  : Données insuffisantes
Zollingeria borneensis est une espèce de plante de la famille des Sapindaceae endémique de Sabah en Malaisie.